# هانس یونکرمان (دوچرخه‌سوار)
هانس یونکرمان (انگلیسی: Hans Junkermann؛ زادهٔ ۵ ژوئن ۱۹۳۴ – ۱۱ آوریل ۲۰۲۲) دوچرخه‌سوار اهل آلمان بود.